# Pic de Caramantran
Pic de Caramantran (wł. il Pelvo) – szczyt masywu Escreins, położonego w Alpach na granicy francusko-włoskiej.

## Toponimia
Nazwa Pelvo, używana na włoskich mapach i rozpowszechniona w Alpach Kotyjskich, wywodzi się z korzenia celtyckiego, oznaczającego stromą i skalistą górę.

## Położenie
Administracyjnie szczyt Caramantran jest dzielony między gminami Saint-Véran, Molines-en-Queyras (Francja) i Pontechianale (Włochy). Kulminacja na wysokości 3025 metrów góry znajduje się na grzbiecie,  rozciągającym się na północny wschód do Punta dell'Alp i Col Agnel 2744 metrów oraz na południe w kierunku przełęczy Saint-Veran 2844  metrów i Rocca Bianca 3059 metrów. Trzeci grzbiet pochodzi ze szczytu Caramantran, w kierunku zachodnim i łączy go z punktem Long Sagnes 3032 metrów.

## Turystyka
Jest to łatwy do zdobycia szczyt. Można uprawiać turystykę pieszą, od Saint-Véran lub od schronienia Agnel 2580 m i Col de Chamoussiere 2884 m.
Wspinaczka na nartach z wioski Chianale (Pontechianale) i przełęczy Saint-Veran uważana jest za poziom F.

## Kartografia
- Oficjalna kartografia, skala 1:25 000 i 1: 100 000 (wł.)
- Centralny Instytut Geograficzny, mapa ścieżek, skala 1:50 000; numer 6 Monviso i skala 1:25 000; numer 106 Monviso - Sampeyre - Bobbio Pellice (wł.)
- 1: 10 000 na Gis.provincia.cuneo.it (wł.)